# Плотинское сельское поселение
Плоти́нское сельское поселение — муниципальное образование в составе Лоухского района Республики Карелия Российской Федерации.
Административный центр — посёлок Плотина.

## Население
| 2009 | 2010 | 2012 | 2013 | 2014 | 2015 | 2016 |
| ---- | ---- | ---- | ---- | ---- | ---- | ---- |
| 498  | ↘373 | ↘348 | ↘329 | ↘320 | ↘307 | ↘301 |
| 2017 | 2018 | 2019 | 2020 | 2021 | 2023 |      |
| ↘284 | ↘268 | ↘242 | ↘223 | ↘215 | ↘201 |      |

## Населённые пункты
В состав сельского поселения входит 2 населённых пункта:
| № | Населённый пункт | Тип населённого пункта | Население |
| - | ---------------- | ---------------------- | --------- |
| 1 | Плотина          | посёлок                | ↘269      |
| 2 | Чкаловский       | посёлок                | ↘60       |